# Condado de Macon (Tennessee)
El condado de Macon (en inglés: Macon County, Tennessee), fundado en 1842, es uno de los 95 condados del estado estadounidense de Tennessee. En el año 2000 tenía una población de 20.386 habitantes con una densidad poblacional de 26 personas por km². La sede del condado es Lafayette.

## Geografía
Según la Oficina del Censo, el condado tiene un área total de 795 km² (306,9 mi²), de la cual 795 km² (306,9 mi²) es tierra y 0 km² (0 mi²) es agua.

### Condados adyacentes
- Condado de Monroe noreste
- Condado de Clay este
- Condado de Jackson sureste
- Condado de Smith sur
- Condado de Trousdale suroeste
- Condado de Sumner oeste
- Condado de Allen noroeste

## Demografía
En el 2000 la renta per cápita promedia del condado era de $29,867, y el ingreso promedio para una familia era de $37,577. El ingreso per cápita para el condado era de $15,286. En 2000 los hombres tenían un ingreso per cápita de $28,170 contra $20,087 para las mujeres. Alrededor del 15.10% de la población estaba bajo el umbral de pobreza nacional.

## Lugares

### Ciudades y pueblos
- Lafayette
- Red Boiling Springs